# Calanthemis bergerdostalorum
Calanthemis bergerdostalorum es una especie de escarabajo longicornio del género Calanthemis, tribu Clytini, subfamilia Cerambycinae. Fue descrita científicamente por Schmid en 2014.

## Descripción
Mide 6 milímetros de longitud.

## Distribución
Se distribuye por Santo Tomé y Príncipe.